# Franz Kahle (Politiker)

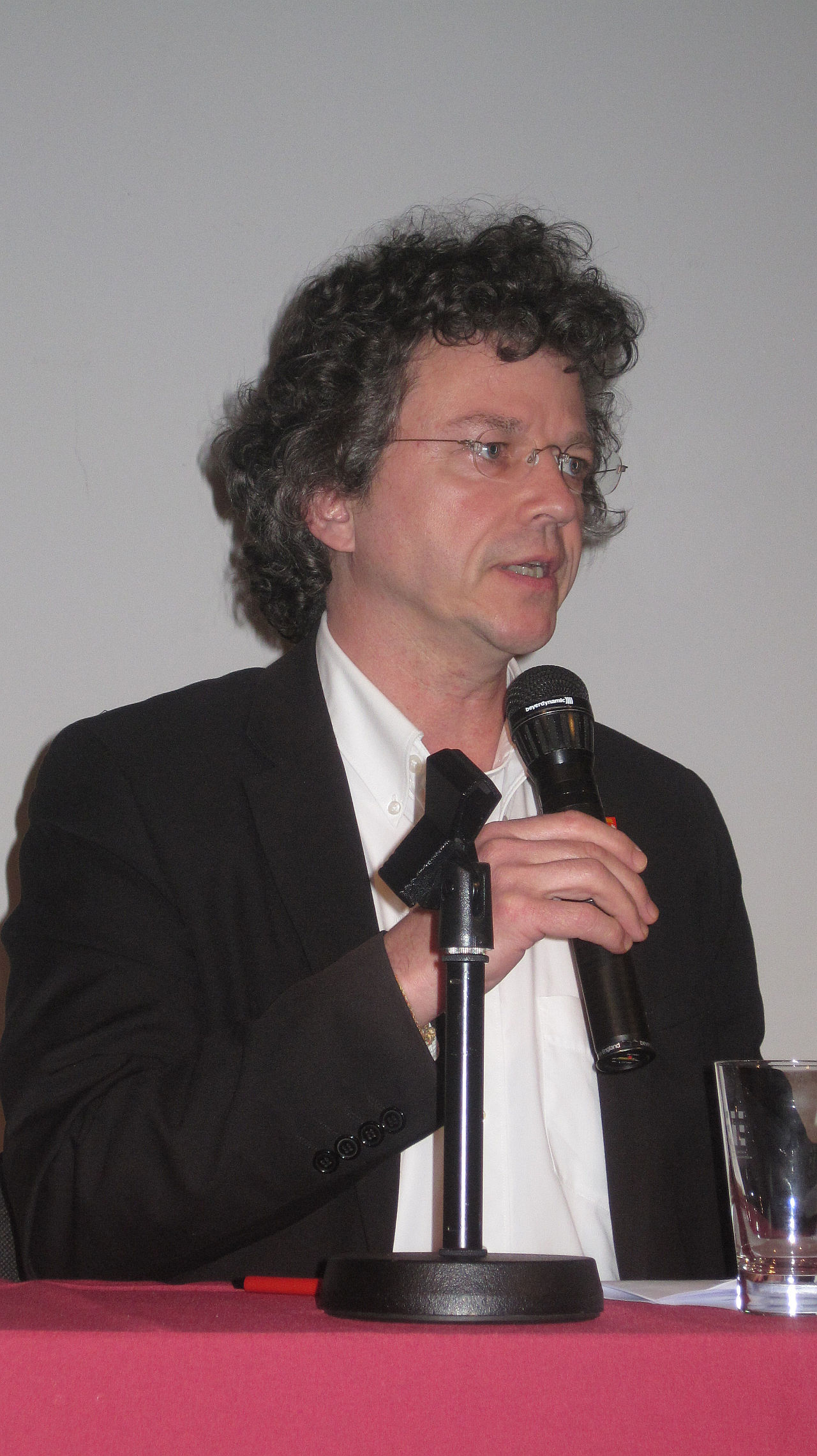
Franz Kahle, 2011

Franz Kahle (* 12. Juni 1959 in Rheda) ist ein deutscher Jurist und Politiker (Bündnis 90/Die Grünen).

## Leben
Nach dem Abitur studierte er ab 1979 Philosophie an der Philipps-Universität in Marburg, ab 1980 zusätzlich Jura. Seit 1979 ist er Mitglied von Bündnis 90/Die Grünen und war als Vertreter der GBAL (Grün-Bunt-Alternative Liste) 1983/84 Präsident des Studierendenparlaments und 1984/85 AStA-Vorsitzender. Nach Studium und Referendariat arbeitete Kahle als wissenschaftlicher Assistent von Prof. Dieter Meurer am Lehrstuhl für Strafrecht, Strafprozessrecht und Rechtsphilosophie und bei der Forschungsstelle für Rechtsinformatik der Philipps-Universität Marburg. 1995 promovierte er über das Thema „Der Missbrauch von Titeln, Berufsbezeichnungen und Abzeichen – Rechtsgut, Schutzzweck und Anwendungsbereich des § 132a StGB“.
Ab 1995 arbeitete Kahle als angestellter Rechtsanwalt in der Sozietät Pünder, Volhard, Weber & Axster (heute Clifford Chance) in Frankfurt am Main. Von 1996 bis 2001 war er als Richter an Zivil- sowie Strafgerichten tätig, zuletzt als Vorsitzender des Schöffengerichts am Amtsgericht Marburg. Anschließend wurde er hauptamtlicher Stadtrat der Universitätsstadt Marburg an der Lahn (2001–2005).
Seit 2005 war Franz Kahle Bürgermeister und damit Stellvertreter des Oberbürgermeisters der Universitätsstadt Marburg und zeitweise Vorsitzender des Aufsichtsrates der Stadtwerke Marburg. National wie international wurde Kahle seit 2007 in zahlreichen überregionalen Medien als Initiator der Marburger Solarsatzung genannt. Über seinen Vorschlag der Verbindung der Innenstadt mit den Lahnbergen mittels einer Seilbahn wurde lange  diskutiert. Kahle wurde 2011 für weitere sechs Jahre im Amt bestätigt und war bis zum Ablauf seiner Amtszeit am 30. September 2017 in Marburg Jugend- und Baudezernent. Neben den genannten Themen wurde zum Abschied vor allem der massive Ausbau der Kinderbetreuung in seiner Amtszeit gewürdigt.